# Гамма Лиры
Гамма Лиры (γ Лиры) — звезда в созвездии Лиры, бело-голубой гигант. Имеет собственное имя Сулафат  от арабского السلحفاة al-sulḥafāt ("черепаха"). Находится в 635 световых годах от Земли и имеет видимую звёздную величину +3.3, что делает объект доступным для наблюдения невооружённым глазом. При таком расстоянии видимый блеск звезды ослабляется из-за межзвёздной экстинкции на 0,12 ± 0,03 звёздной величины.

## Свойства
Гамма Лиры является звездой-гигантом спектрального класса B9 III, она исчерпала запас водорода в ядре и находится на стадии ухода с главной последовательности. Эффективная температура внешней оболочки составляет  10080 K, что придаёт звезде бело-голубой цвет, характерный для звёзд спектрального класса B.
 Измерения углового диаметра объекта, проведённые с помощью методов интерферометрии,  дали оценку 0.74 ± 0.10 мсд, что при известном расстоянии соответствует 15 радиусам Солнца.
Гамма Лиры превосходит Солнце по массе в 9,2 раза. Светимость объекта оценивается в 1630 светимостей Солнца.